# Niccolò Paganini
Niccolò Paganini (Genova, 27 ottobre 1782 – Nizza, 27 maggio 1840) è stato un violinista, violista, chitarrista e compositore italiano, fra i più importanti esponenti della musica romantica.
Continuatore della scuola violinistica italiana di Arcangelo Corelli, Pietro Locatelli, Gaetano Pugnani e Giovanni Battista Viotti, è considerato uno dei maggiori violinisti di tutti i tempi, sia per la padronanza dello strumento, sia per le innovazioni apportate in particolare allo staccato e al pizzicato. La sua attività di compositore fu legata a quella di esecutore.
Ancora oggi la sua figura è circondata da leggende legate al suo prodigioso genio (talune anche alimentate dall'ambiente del romanticismo ottocentesco) ed al presunto patto col diavolo da lui siglato per diventare famoso ed ottenere un'abilità con il violino ineguagliabile, contribuendo così a mitizzare la sua figura.

## Biografia

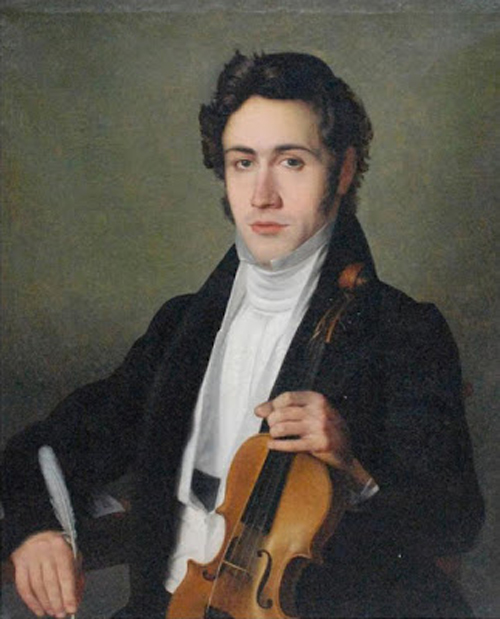
Niccolò Paganini, ritratto giovanile

Niccolò Paganini nacque a Genova il 27 ottobre 1782 da una modesta famiglia originaria di Carro, nell'odierna provincia della Spezia. Il padre Antonio faceva imballaggi al porto ed era appassionato di musica; con la madre Teresa abitavano in Vico Fosse del Colle, al Passo della Gatta Mora, un caruggio di Genova nella zona di via del Colle. Fin dalla più giovane età Niccolò prese dal padre le prime lezioni di musica sul mandolino e in seguito fu indirizzato, sempre dal padre, allo studio del violino. Paganini è considerato un talento precoce e un autodidatta, in quanto i suoi due maestri furono di scarso valore e non ricevette che una trentina di lezioni di composizione da Gaspare Ghiretti. Malgrado ciò, all'età di 12 anni, già si faceva ascoltare nelle chiese di Genova; un anno dopo, nel 1795, al teatro di Sant'Agostino, eseguì alcune variazioni per chitarra e violino di sua invenzione sull'aria piemontese La Carmagnola.
Nel 1796 un'epidemia di morbillo interessò il nord Italia; a febbraio Paganini si ammalò assieme alla sorellina Angela. Angela morì mentre Niccolò fu colto da complicanze: un'encefalite morbillosa con crisi catalettiche tali da farlo credere morto; fu la madre Teresa ad accorgersi di un piccolo movimento del figlio. L'encefalite morbillosa lasciò segni indelebili sul sistema nervoso di Paganini, che si faranno sempre più evidenti in età matura. Curiosamente, lo stesso fenomeno di morte apparente accadde nell'infanzia anche al musicista Liszt.
Nello stesso anno il padre lo condusse a Parma nel 1796, all'età di 14 anni. Qui Niccolò si ammalò di polmonite e venne curato con il salasso, che lo indebolì e lo costrinse a un periodo di riposo nella casa paterna a Romairone, in val Polcevera, vicino a San Quirico dove studiò anche fino a 10-12 ore al giorno su un violino costruito dal Guarneri, regalatogli da un ammiratore di Parma. Secondo talune fonti, si ritiene che tale strumento possa essere identificato con il Guarneri del Gesù “Carrodus” del 1743, il quale è stato rinominato “il Violino che Paganini ha perso al gioco”, il che ha poi portato Paganini a entrare successivamente in possesso, nel 1800 a Livorno, del suo Guarneri del Gesù “il cannone”, pure del 1743. Di quest'ultimo (grazie a quanto rivelato da recenti studi effettuati sulle fibre del legno di ambedue gli strumenti), il carrodus risulta esser il violino gemello, poiché sono stati ambedue fabbricati con il legno del medesimo albero.

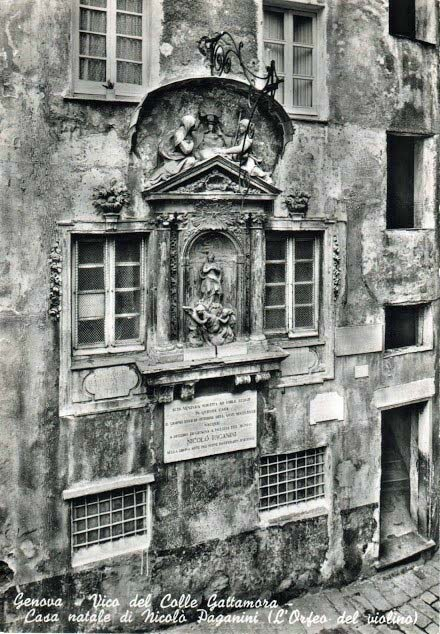
Casa natale di Paganini demolita nel 1971

Tale tesi (riguardo l’identificazione del primo violino appartenuto al maestro) risulta confermata da plurime circostanze: la prima è quella che riguarda la minor notorietà degli strumenti di Guarneri rispetto a quelli di Stradivari, cosa che confermerebbe, a sua volta, l’entrata in possesso del violino nelle mani del giovane Paganini tramite semplice donazione (i Guarneri infatti non erano visti come violini preziosi, come lo erano invece gli Stradivari); l’altra è quella che si ricollega all’aneddoto che accompagna il suddetto violino del ‘43: il fatto che fu perso al gioco dal musicista stesso, lasciandolo senza uno strumento di sua proprietà con cui esibirsi, per poi, in un secondo momento, "portarlo a conoscere” quello che sarebbe stato il suo strumento più importante: il cannone del ‘43. Paganini imitava i suoni naturali, il canto degli uccelli, i versi degli animali, i timbri degli strumenti, come il flauto, la tromba e il corno. In seguito diede concerti nell'Italia settentrionale e in Toscana. Raggiunta una portentosa abilità, andò di nuovo in Toscana, dove ottenne le più calorose accoglienze. Nel 1801, all'età di 19 anni, interruppe la propria attività di concertista e si dedicò per qualche tempo all'agricoltura e allo studio della chitarra. In breve tempo diventò virtuoso anche di chitarra e scrisse molte sonate, variazioni e concerti non pubblicati; insoddisfatto, si mise a scrivere sonate per violino e chitarra, trii e quartetti in unione agli strumenti ad arco. Paganini scriveva per chitarra a sei corde, che in quel periodo aveva soppiantato quella "spagnola" a cinque cori (quattro corde doppie e una singola nella parte alta detta cantino), e questo spiega il suo estro negli scoppiettanti pizzicati sul violino.

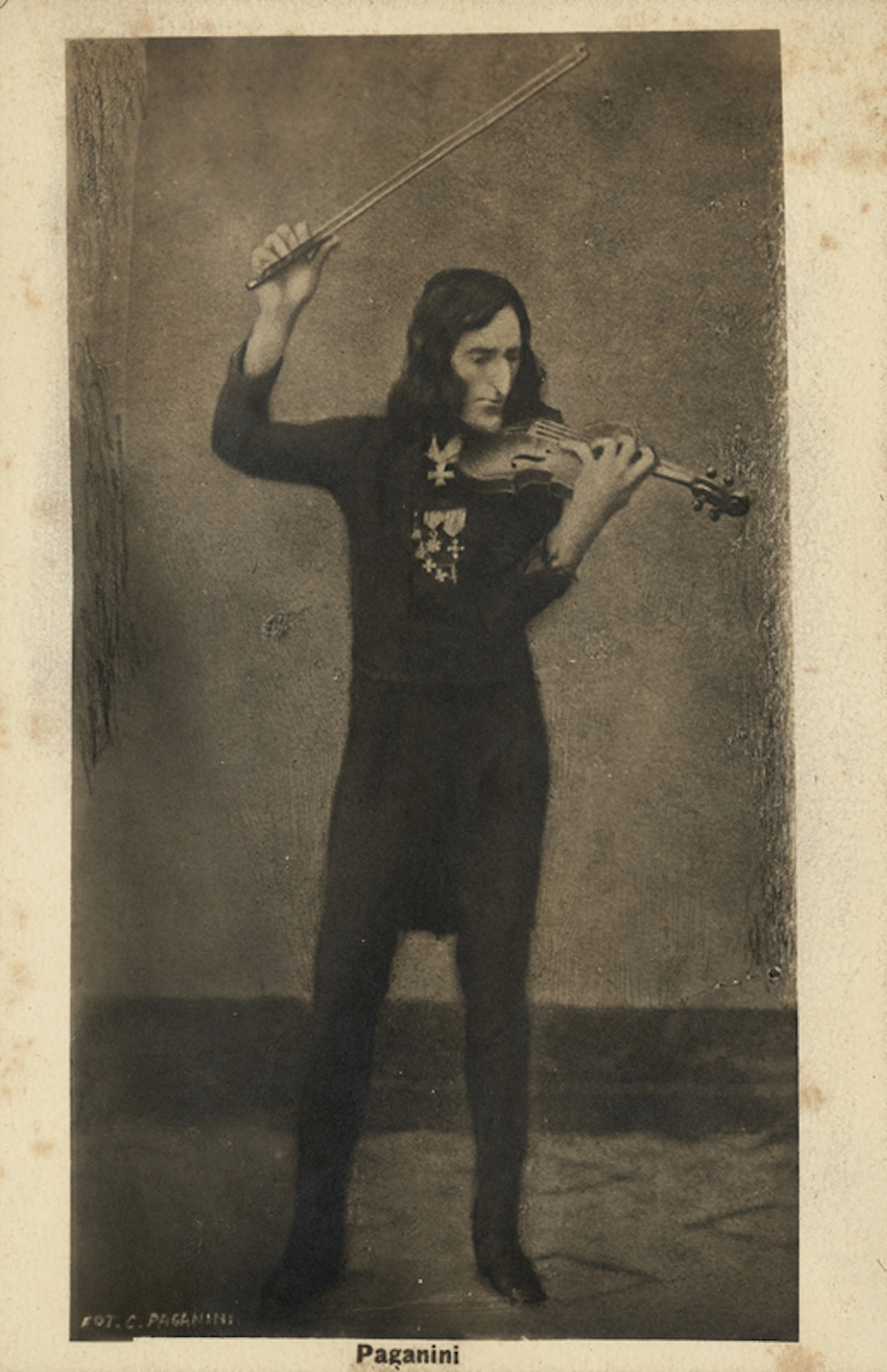
Niccolò Paganini (falso dagherrotipo risalente in realtà alla fine dell'Ottocento)

Alla fine del 1804, all'età di 22 anni, riapparve a Genova, ma tornò a Lucca l'anno successivo, dove accettò il posto di primo violino solista alla corte della principessa di Lucca e Piombino Elisa Bonaparte Baciocchi, sorella di Napoleone I. Il 27 dicembre 1808 diresse i musicisti durante la tenuta del Grande Oriente d'Italia per l'affiliazione e l'amicizia col Grande Oriente di Francia, eseguendo un proprio inno massonico composto su parole del fratello Vincenzo Lancetti, scrittore (Cremona 1767 - Milano 1851), e nei verbali della tenuta la sua qualità di massone risulta esplicitamente. Quando Elisa Baciocchi, nominata granduchessa di Toscana, si trasferì a Firenze nel 1809, Paganini la seguì, ma per un banale incidente se ne allontanò e non volle più tornarvi, malgrado i numerosi inviti. A Torino fu invitato a suonare nel castello di Stupinigi da un'altra delle sorelle dell'imperatore francese, Paolina Borghese.
Nella sua vita, Paganini percorse l'Italia tre volte, facendosi applaudire in numerose città. La prima di queste città fu Milano nel 1813, a 31 anni, il 29 ottobre, al teatro Carcano. I critici lo acclamarono primo violinista al mondo. Qui nel giro di diversi anni diede 37 concerti, in parte alla Scala e in parte al Carcano. Nel marzo 1816 trionfò nella sfida lanciatagli da Charles Philippe Lafont e due anni dopo ripeté il trionfo in un confronto con Karol Lipiński. Strinse amicizia con Gioachino Rossini e con Louis Spohr. Nel 1817, a 35 anni, suonò a Roma, suscitando una tale impressione che il Metternich lo invitò a Vienna. Ma, già allora, le precarie condizioni di salute gli impedirono di realizzare quel progetto. Invece andò al Sud, a Palermo, dove il 23 luglio 1825 vide la luce Achille (1825-1895), il figlio avuto con una "mediocre cantante e per giunta nevrotica", Antonia Bianchi (Como, 1800 - 1874). Paganini convisse con la Bianchi dal 1824 al 1828 prima che lei venisse sposata dal milanese Carlo Felice Brunati. Pur non ufficializzando mai il legame con la madre di suo figlio, Paganini tuttavia si dimostrò affettuoso verso questo bimbo illegittimo, tanto che per averlo con sé dovette sborsare 2 000 scudi alla madre e poi farselo riconoscere manipolando le sue conoscenze altolocate.

Nel 1828 finalmente andò a Vienna, dove le lodi ai suoi concerti furono unanimi. L'imperatore Francesco II lo nominò suo virtuoso di camera. Dopo aver dato 20 concerti a Vienna, si recò a Praga, dove sorsero aspre discussioni sul suo valore. Compose anche dal 1817 al 1830 sei concerti per violino e orchestra (famoso il finale del secondo, detto La campanella); ritornato a Genova nel 1832 compose la sonata per la grande viola, variazioni su temi di Süssmayr e Gioachino Rossini, serenate, notturni, tarantelle. La gran viola in questione è uno speciale strumento a cinque corde, andato perduto, che Paganini aveva fatto produrre a Francesco Borghi, liutaio di Forlì, e che divenne nota anche col nome di "controviola Paganini".

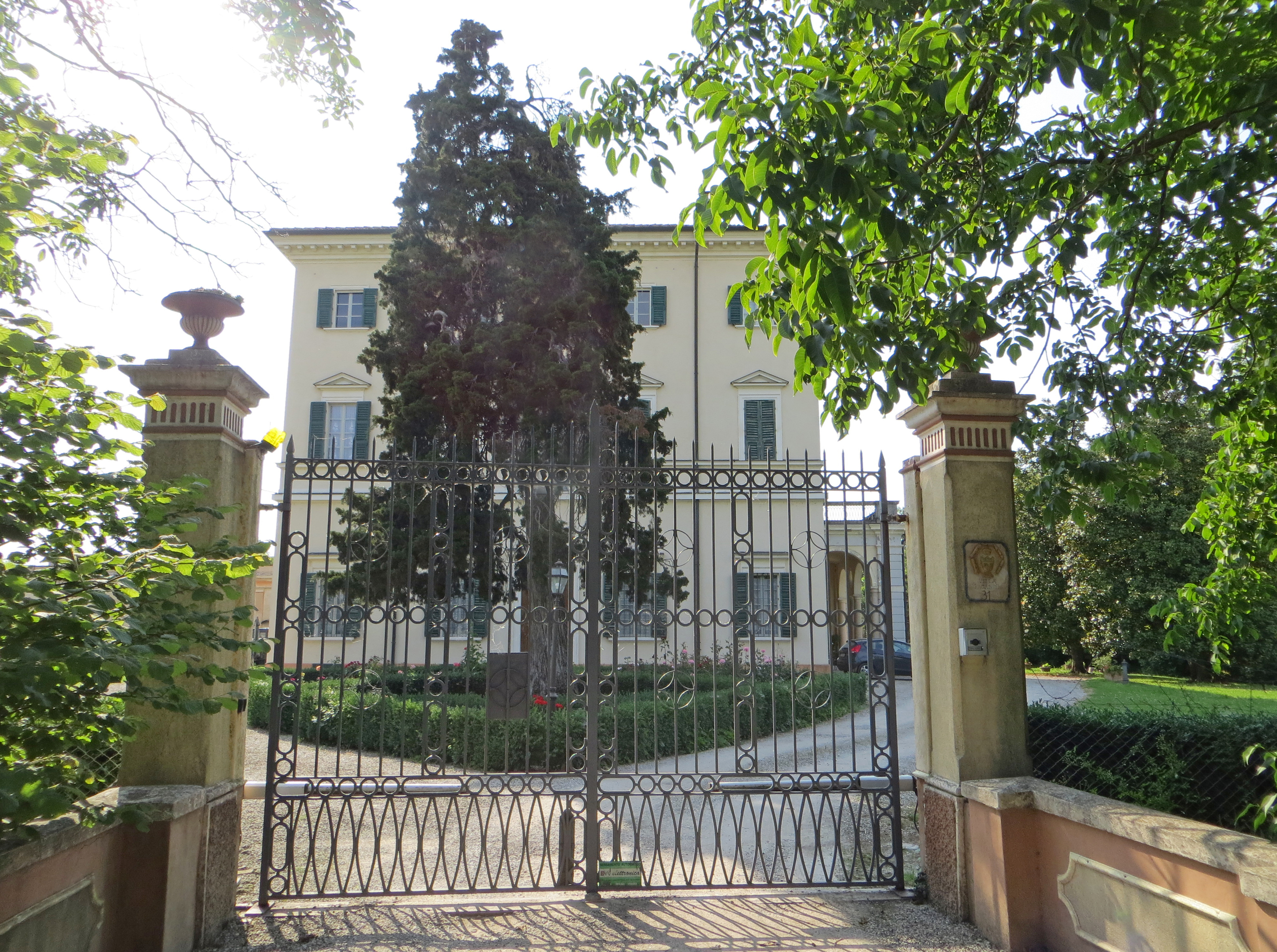
Villa Paganini a Gaione

Tra il 1832 e il 1833 si alterna tra Parigi e l'Inghilterra e conosce la giovane Charlotte Watson, figlia del suo accompagnatore al pianoforte, e se ne innamora. A Boulogne fissa un incontro con lei, ma vi trova il padre e scoppia uno scandalo. Nel 1833 acquista nei pressi di Parma la grande Villa Gaione, con l'intenzione di trascorrervi i periodi di riposo tra una tournée e l'altra.

### La malattia
Il 1834 segna l'inizio dei sintomi più evidenti di una malattia polmonare all'epoca non diagnosticata, segnata da accessi di tosse incoercibile, che duravano anche un'ora, che gli impedivano di dare concerti e che lo spossavano in maniera debilitante, per la quale furono interpellati almeno venti fra i medici più famosi d'Europa, ma che nessuno riuscì a curare. Il dottor Sito Borda, pensionato dell'Ateneo di Pavia, finalmente pose la diagnosi di tubercolosi e lo curò con un rimedio dell'epoca, il latte di asina. Solo in seguito propose medicamenti mercuriali e sedativi della tosse, tipici dell'epoca, con poco risultato e grossi effetti collaterali. I disturbi alla gola si presentarono molto tempo prima che insorgesse la laringite vera e propria e la necrosi dell'osso mascellare. La reazione di Paganini alla malattia fu comunque molto dignitosa e composta; malgrado non avesse una grande opinione dei medici, che non erano riusciti a curarlo, cercava sempre nuovi medici a cui rivolgersi con fiducia, sperando di trovarne uno che potesse aiutarlo.
Nonostante la difficoltà in cui si trovava, non si abbandonò mai alla disperazione e in questi estremi frangenti dimostrò una grande forza d'animo. Al tempo gli diagnosticarono una laringite tubercolare; dagli sforzi della tosse non poteva più parlare e diventò completamente afono. Gli faceva da interprete il figlioletto Achille di 15 anni, che si era abituato a leggergli le parole sulle labbra e quando anche questo non fu più possibile, si mise a scrivere dei bigliettini, che sono stati conservati e sottoposti a esame grafologico. Achille, diventato adulto, cercherà di dare continuità all'opera del padre, continuando a riordinare e a pubblicare le sue opere, autenticandone la firma. In seguito i nipoti, che non avevano conosciuto il nonno Niccolò, venuti in possesso dell'intera opera paganiniana, decideranno di venderla allo Stato e, solo dopo un rifiuto, metteranno l'opera all'asta.

### Morte e sepoltura

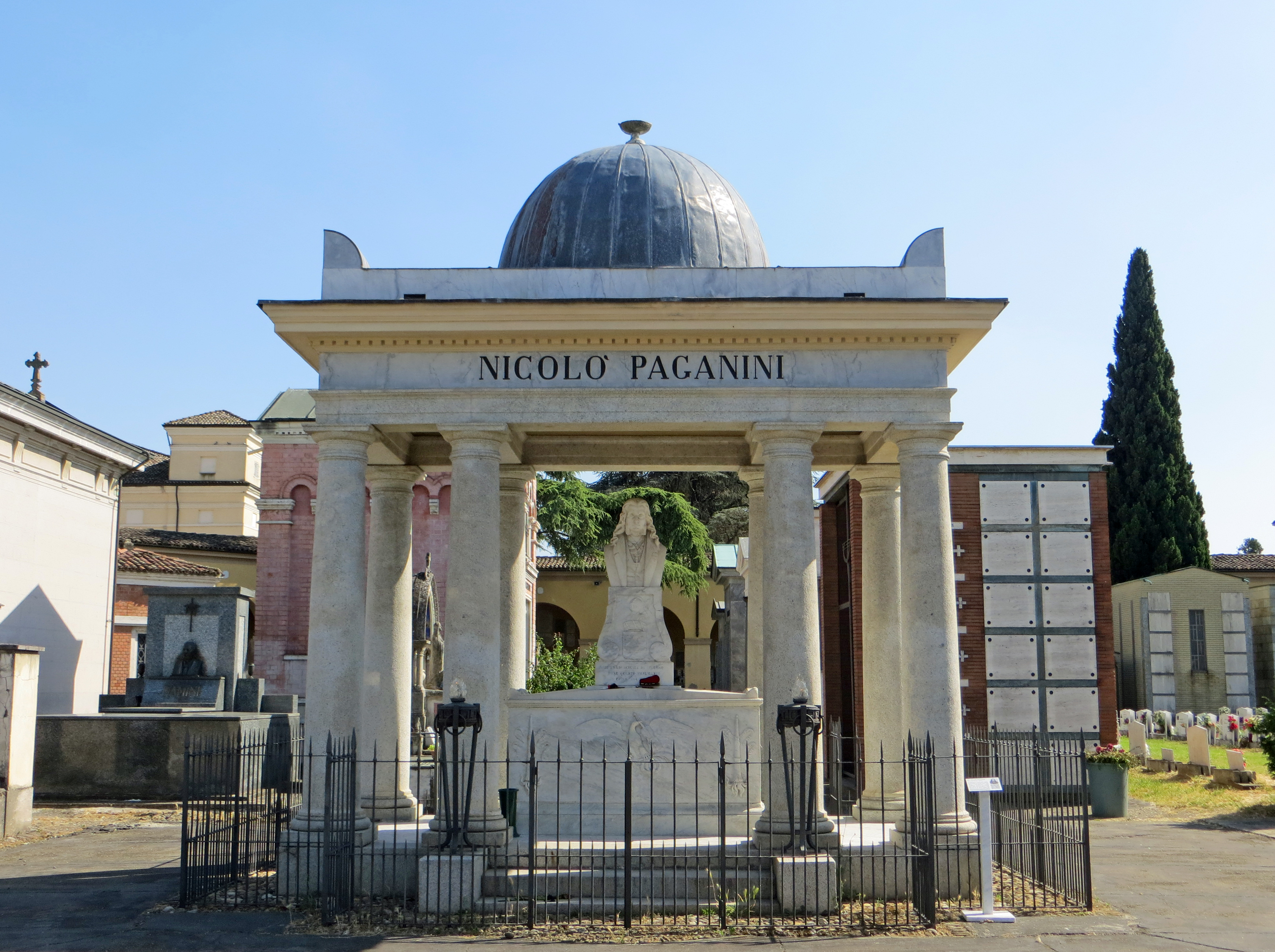
La tomba di Niccolò Paganini nel Cimitero della Villetta di Parma

Paganini morì il 27 maggio 1840 a Nizza, cinque mesi prima del suo cinquantottesimo compleanno, in casa del presidente del Senato. Il vescovo di Nizza ne vietò la sepoltura in terra consacrata per la sua fama di eretico. Il suo corpo fu quindi imbalsamato con il metodo Gannal e conservato nella cantina della casa dov'era morto. Dopo vari spostamenti, nel 1853 fu sepolto nel cimitero di Gaione e successivamente nel cimitero della Villetta di Parma.

### La tecnica
Niccolò Paganini fu indubbiamente il più grande violinista dell’Ottocento. Era dotato di una tecnica straordinaria e le sue composizioni erano considerate ineseguibili da chiunque altro. Era velocissimo, compiva salti melodici di diverse ottave, eseguiva lunghi passi con accordi che coprivano tutte e quattro le corde ed alternava velocemente note eseguite con l’arco e note pizzicate alla mano sinistra. Eseguiva anche misteriosi e spettrali armonici artificiali. 

### Fisiologia del virtuosismo
Si ipotizza che Paganini fosse affetto da una sindrome marfanoide, patologia che colpisce il collagene della matrice extracellulare.
Questo spiegherebbe l'aracnodattilia (dita estremamente lunghe e mobili), che gli permise di arrivare a livelli di esecuzione tecnica insuperati. Persino i calchi delle sue mani fatti il giorno dopo la sua morte mostrano in modo inequivocabile la meccanica dei suoi virtuosismi: con l'estenuante esercizio quotidiano, assieme alla capacità dovuta alla sindrome di Marfan, poteva avvolgere il pollice attorno al mignolo e con una falcata di 25 centimetri per mano non stupisce il fatto che potesse avvolgere l'intera tastiera del suo violino con tanta rapidità. Competere in virtuosismi con dita così lunghe, flessibili e allenate dalla pratica continua ed estenuante, non è fisicamente possibile, se non in qualche raro caso in cui la velocità esecutiva compensa l'inferiorità strutturale degli esecutori.

### Su una corda sola
Per mostrare le sue doti di violinista, Paganini aveva l'abitudine di incidere le corde dei violini che utilizzava durante i concerti, cosicché le sue violente esecuzioni provocavano quasi sempre la rottura delle corde stesse, finché non ne rimaneva solo una, quella di sol. Il fatto che proprio la quarta corda fosse lasciata integra non è casuale: il sol è certamente la corda più espressiva del violino e con il suo suono neutro permette di passare dal grave all'acuto in modo morbido, rendendo il suono modulabile. Forse anche per questo le corde delle note mi la e re vennero escluse: piegare l'archetto in modo tale da non toccare le altre corde non è fisicamente possibile. Paganini unì la spettacolarità dell'esecuzione al dinamismo con questo piccolo trucco che galvanizzava le folle, un po' come Mozart che con trovate talvolta semplici quali coprire la tastiera o farsi bendare creava stupore. Non era il solo ad utilizzare questo metodo ma rimane certamente il più famoso, il più talentuoso e capace, come anche nel modificare l'accordatura sfumando i suoni e utilizzando la tecnica del pizzicato con la mano sinistra della scuola Maestrini che si usava solo in Italia, che venne usata da pochissimi perché ritenuta retaggio passato.

## La leggenda nera di Paganini

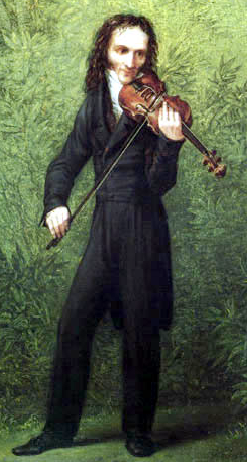
Kersting, Paganini che si esibisce.

Oltre a questa forte componente virtuosistica, a determinare il suo successo era anche il forte alone di mistero che circondava la sua figura. Su Paganini si diffusero infatti leggende infondate, ma credute da molti. Si diceva, per esempio, che fosse stato incarcerato per aver ucciso un rivale in amore, che in prigione gli fosse stato concesso di suonare il violino, che con il passare del tempo avesse perso tutte le corde tranne quella di sol, ritrovandosi costretto quindi a suonare solo su quella corda, e che fosse quindi questo il motivo della sua bravura su tale corda e del fatto che, quando provocava la rottura delle corde dei violini, si salvava solo quella di sol. Un aneddoto ben più fantasioso e inquietante è quello secondo il quale Paganini era in realtà un assassino seriale e ricavava le corde degli strumenti che utilizzava dalle viscere delle sue vittime.

### Il patto col diavolo
La figura di Paganini era spesso collegata a Satana: si diceva addirittura che avesse stipulato un patto con il diavolo per poter suonare in quel modo. Questa associazione al soprannaturale, oltre che al suo straordinario virtuosismo, era dovuta anche al suo aspetto fisico, reso particolarmente scarno dalla sifilide e, forse, della sindrome di Marfan; vestiva quasi sempre interamente di nero, aveva il viso cereo e con gli occhi rientrati nelle orbite, aveva perso tutta la dentatura a causa del mercurio somministrato per curare la sifilide e la bocca gli era rientrata, mentre naso e mento si erano avvicinati (come negli anziani senza dentiera). La tubercolosi che lo uccise, che gli era costata anche la necrosi mascellare, era associata popolarmente da sempre anche al vampirismo.

## IConcertiper violino
I concerti per violino e orchestra presentano una singolarità di concezione, che alla loro epoca fu talvolta scambiata per esibizionismo esagerato. Le serie di accordi di difficile impostazione, i trilli e i salti di registro, sono dovuti anche al fatto che Paganini, per questioni economiche, voleva essere l'unico in grado di suonare la propria musica in modo da essere l'unico a potervici lucrare.
Volendo mantenere segrete le partiture, le consegnava al direttore d'orchestra solo qualche ora prima dell'esecuzione. Questi aveva quindi la possibilità di studiarle solo per poco tempo; perciò il compositore doveva limitarsi a un'orchestrazione di facile interpretazione (l'orchestra doveva infatti essere in grado di suonare il brano a prima vista).
In questo modo, gli assoli di violino risultano maggiormente complicati all'orecchio dell'ascoltatore che nel frattempo si è abituato all'accompagnamento semplificato dell'orchestra.
Un esempio di quanto detto lo si trova nel primo e nel secondo concerto per violino e orchestra. In particolare nel secondo, il movimento denominato la Campanella è considerato dalla critica un capolavoro e venne trascritto per pianoforte da Franz Liszt.

## "Paganini non ripete"

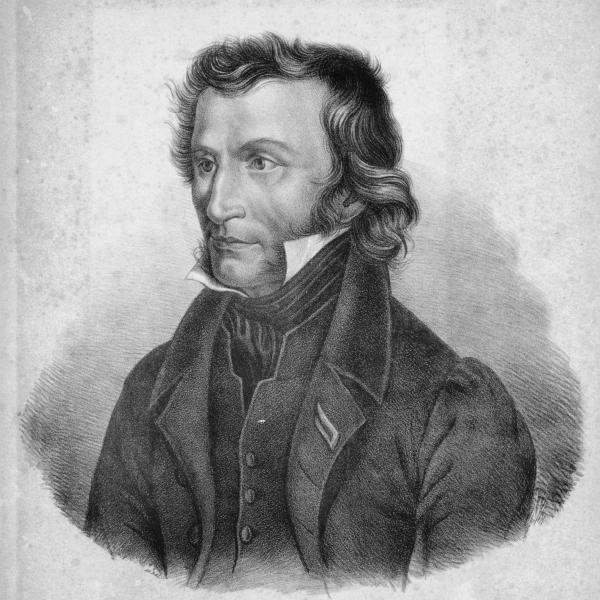
Paganini non ripete

Questo popolare detto ebbe origine nel febbraio del 1818 al Teatro Carignano di Torino, quando Carlo Felice, dopo aver assistito a un concerto di Paganini, fece pregare il maestro di ripetere un brano. Paganini, che subiva spesso lesioni ai polpastrelli ed amava improvvisare al momento, rendendo le sue esecuzioni difficilmente ripetibili, gli fece rispondere con disappunto: «Paganini non ripete». A seguito del rifiuto di concedere il bis, gli fu negato il permesso di eseguire un terzo concerto in programma.
La controversia causò l'annullamento dei concerti previsti a Vercelli e Alessandria. In due lettere inviate all'amico avvocato Luigi Guglielmo Germi scrisse: «La mia costellazione in questo cielo è contraria. Per non aver potuto replicare a richiesta le variazioni della seconda Accademia, il Sig. Governatore ha creduto bene di sospendermi la terza…» (il 25 febbraio 1818) e poi, ancora: «In questo regno, il mio violino spero di non farlo più sentire» (l'11 marzo dello stesso anno). Nel 1836 tornò comunque a suonare proprio a Torino, per ringraziare Carlo Alberto per la concessione di legittimazione del figlio Achille.
La frase «Paganini non ripete» è usata tuttora nel linguaggio comune per motivare il rifiuto di ripetere un gesto o una frase.

## Le vicende delle opere di Paganini
Negli anni '70 dell'Ottocento Schubert di Amburgo, Ricordi e Schott pubblicarono alcuni titoli. Il resto giacque inedito a casa di Achille non avendo trovato altri editori. Poi tutto tacque finché nel 1908 gli eredi di Achille Paganini decisero di vendere allo Stato la collezione dei manoscritti inediti. La commissione governativa incaricata di esaminare i manoscritti diede parere negativo, così non vennero acquistati. Nel 1910 i manoscritti vennero acquistati all'asta da Leo Olschki che rivendette al collezionista di Colonia Wilhelm Heyer per il suo museo e divennero di fatto inconsultabili.
L'asta comprendeva tutti i manoscritti tranne i tre residui concerti per violino e orchestra dei cinque allora conosciuti.
Alcuni manoscritti facenti o non facenti parte dell'asta furono stampati nei primi decenni del secolo. Nel 1922 la Universal Edition di Vienna diede alle stampe alcuni pezzi per violino e pianoforte. L'editore Zimmermann di Francoforte sul Meno nel 1925 stampò 26 composizioni per chitarra sola. Nel 1926 un'altra asta assegnò i manoscritti a Fritz Reuther, un collezionista di Mannheim. Nel 1935 toccò a Schott e nel 1940 a Ricordi. Sempre Schott, nel 1952, estraendoli dalla collezione Reuter pubblicò alcuni pezzi per violino e pianoforte. Zimmermann nel 1955 mandò in stampa importanti composizioni cameristiche tratte dalla collezione postuma. Alcune composizioni furono pubblicate in Germania e Spagna nel 1956-57. Nel 1970 e 1971 la Bèrben di Ancona pubblicò alcuni inediti per violino e per chitarra. Nel 1971 il governo italiano acquistò i 90 manoscritti e dal 1972 l'Istituto Italiano per la Storia della Musica ha gradualmente incominciato la pubblicazione degli inediti. Ora si trovano presso la Biblioteca Casanatense di Roma.
Il Sesto Concerto, con grande probabilità scritto prima degli altri cinque, fu ritrovato, nella versione per violino e orchestra, nel 1972 da Edward Neill presso l'antiquario londinese Hermann Baron, e pubblicato in edizione critica l'anno successivo. Negli archivi del Comune di Genova il chitarrista Gabriele Zanetti nel 2017 ha reperito la versione per violino e chitarra la cui edizione è stata pubblicata da Da Vinci di Osaka. All'inizio degli anni '90 del XX secolo fu infine ritrovato l'archivio del violinista e compositore Camillo Sivori in cui sono presenti 23 composizioni paganiniane, di alcune delle quali non si sospettava l'esistenza. Su incarico del comune di Genova le proff. Maria Rosa Moretti e Anna Sorrento nel 1982 stilarono il "Catalogo tematico delle musiche di Niccolò Paganini" da qui la dicitura "M.S." assegnata ufficialmente alle sue opere. Attualmente il catalogo supera i 130 numeri d'opera.

## Premio Paganini

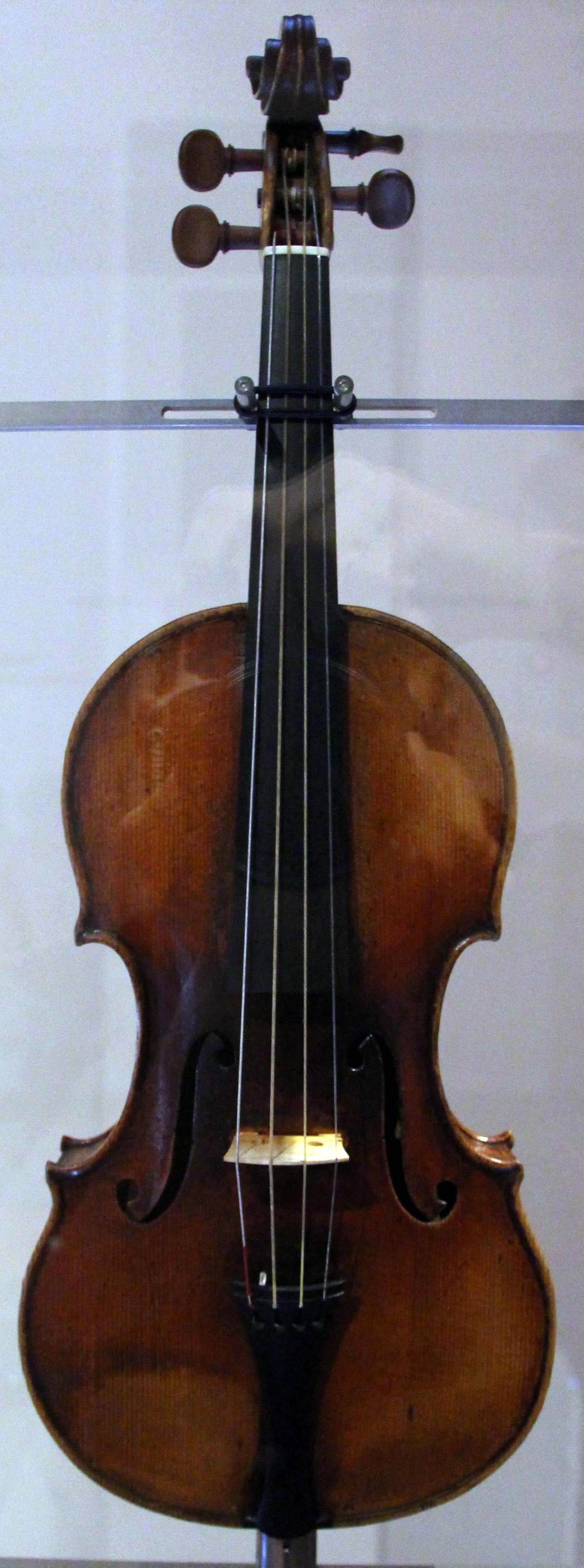
Il "Cannone" di Paganini

Per promuovere l'attività concertistica dei violinisti esordienti, dal 1954 si svolge a Genova, nel mese di ottobre, presso il Teatro Carlo Felice, il Concorso internazionale di violino Niccolò Paganini.

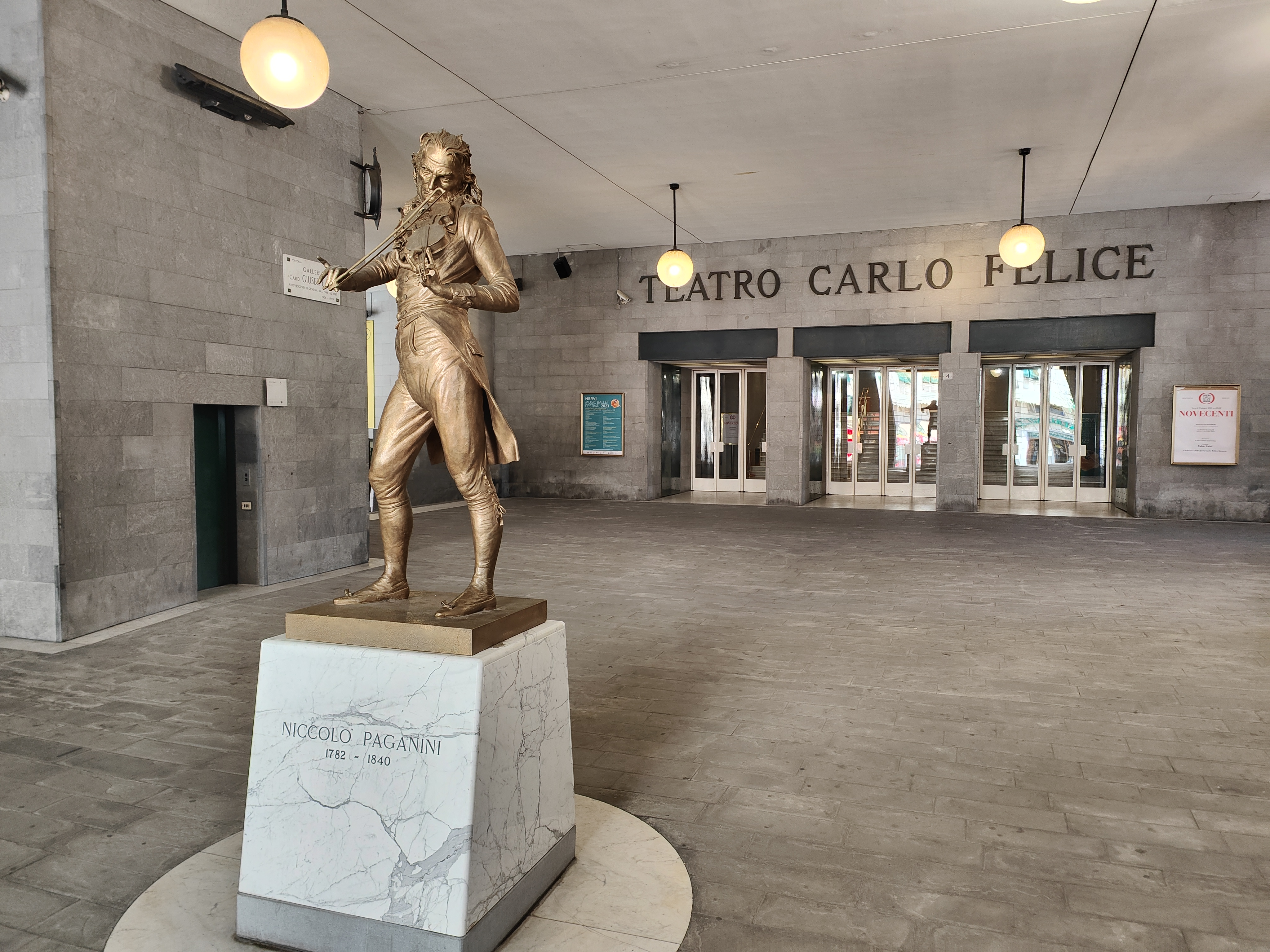
La statua di Paganini presso il Primo foyer del Carlo Felice

Il concorso, tra i più prestigiosi a livello mondiale, si articola in tre prove nel corso delle quali i concorrenti devono mettere in evidenza le proprie personalità e le competenze musicali, dando prova di possedere conclamate capacità artistiche e tecniche, nel rispetto del testo e della originale cifra estetica e stilistica di Paganini, eseguendo brani per violino solo o con l’accompagnamento del pianoforte. La fase finale invece si svolge con l'orchestra del Teatro Carlo Felice di Genova.
Il primo premio, denominato “Premio Paganini”, è assegnato al vincitore del Concorso, è indivisibile e non può essere oggetto di assegnazione a pari merito.
Oltre al premio in denaro, come da tradizione, al vincitore è concesso l'onore di suonare il “Cannone”, il celebre violino che fu di Paganini, costruito nel 1743 dal liutaio Bartolomeo Giuseppe Guarneri, lasciato dal musicista alla sua città natale onde fosse «perpetuamente conservato» ed oggi conservato a Palazzo Doria-Tursi, nei Musei di Strada Nuova.

## Elenco parziale delle sue opere più famose
- 24 Capricci per violino solo op.1[13]
  - No. 1 in mi maggiore
  - No. 2 in si minore
  - No. 3 in mi minore
  - No. 4 in do minore
  - No. 5 in la minore
  - No. 6 in sol minore
  - No. 7 in la minore
  - No. 8 in mi bemolle maggiore
  - No. 9 in mi maggiore ("La caccia")
  - No. 10 in sol minore
  - No. 11 in do maggiore
  - No. 12 in la bemolle maggiore
  - No. 13 in si maggiore ("La risata")
  - No. 14 in mi bemolle maggiore
  - No. 15 in mi minore
  - No. 16 in sol minore
  - No. 17 in mi bemolle maggiore
  - No. 18 in do maggiore
  - No. 19 in mi bemolle maggiore
  - No. 20 in re maggiore
  - No. 21 in la maggiore
  - No. 22 in fa maggiore
  - No. 23 in mi bemolle maggiore
  - No. 24 in la minore ("Tema e Variazioni")
- 12 sonate per violino e chitarra (Op.2 e Op.3)
  - Op. 2, No. 1 in la maggiore
  - Op. 2, No. 2 in do maggiore
  - Op. 2, No. 3 in re minore
  - Op. 2, No. 4 in la maggiore
  - Op. 2, No. 5 in re maggiore
  - Op. 2, No. 6 in la minore
  - Op. 3, No. 1 in la maggiore
  - Op. 3, No. 2 in sol maggiore
  - Op. 3, No. 3 in re maggiore
  - Op. 3, No. 4 in la minore
  - Op. 3, No. 5 in la maggiore
  - Op. 3, No. 6 in mi minore
- 15 Quartetti per Chitarra, Violino, Viola e Violoncello
  - No. 1 in la minore (Op.4 No.1)
  - No. 2 in do maggiore (Op.4 No.2)
  - No. 3 in la maggiore (Op.4 No.3)
  - No. 4 in re maggiore (Op.5 No.1)
  - No. 5 in do maggiore (Op.5 No.2)
  - No. 6 in re minore (Op.5 No.3)
  - No. 7 in mi maggiore
  - No. 8 in la maggiore
  - No. 9 in re maggiore
  - No. 10 in la maggiore
  - No. 11 in si maggiore
  - No. 12 in la minore
  - No. 13 in fa minore
  - No. 14 in la maggiore
  - No. 15 in la minore
- 3 Quartetti per Archi (2 Violini, Viola e Violoncello)
  - No. 1 in re minore
  - No. 2 in mi bemolle maggiore
  - No. 3 in la minore
- 6 Concerti
  - Concerto per violino e orchestra n. 1, in re maggiore, Op. 6 (1817)
  - Concerto per violino e orchestra n. 2, in si minore, Op. 7 (1826) (La Campanella)
  - Concerto per violino e orchestra n. 3, in mi maggiore (1830)
  - Concerto per violino e orchestra n. 4, in re minore (1830)
  - Concerto per violino e orchestra n. 5, in la minore (1830) - parti orchestrali ricostruite da Federico Mompellio (pubbl. 1959)
  - Concerto per violino e orchestra n. 6 (n. 0), in mi minore (1815?) - completamemento e orchestrazione a cura di Federico Mompellio e Francesco Fiore (pubbl. 1973)
- Le Streghe (The Witches Dance), Op. 8, danza delle Streghe, variazioni per orchestra su un tema di Süssmayr (29 ottobre 1813 successo al Teatro alla Scala di Milano)
- Il carnevale di Venezia (O Mamma mamma cara), Op. 10
- Moto Perpetuo in Do maggiore, Op. 11, per violino e pianoforte (o orchestra)

- Non più Mesta, Op. 12
- I Palpiti, Op. 13, Introduzione e Variazione su un tema di Rossini per Violino e Orchestra (o pianoforte)
- 60 Variationi on Barucaba per chitarra e violino, Op. 14 (1835)
- Cantabile in re maggiore, Op. 17
- Cantabile & Valzer, Op. 19 (c. 1824)
- 18 Centone di Sonate, per chitarra e violino
- Grande Sonata per chitarra e violino, in La, Op. 39
- Duetto amoroso, Op. 63 (c. 1807)

### Sonate per Violino e orchestra e altri lavori
- La Primavera, sonata con variazioni
- Sonata con variazioni (Sonata Militaire)
- Napoleon Sonata
- Romanza in la minore
- Tarantella in la minore
- Sonata per la Grand Viola in do minore
- Sonata in sol per violino solo
- Sonata Varsavia
- Sonata Maria Luisa
- Balletto Campestre, variazioni su un tema comico
- Polacca con variazioni
- 43 Ghiribizzi per Chitarra
- Perpetuela (Sonata Movimento Perpetuo)
- Larghetto
- Andante Amoroso
- Introduzione, tema e variazioni da Paisiello 'La bella molinara' (Nel cor più non mi sento) in sol maggiore, Op. 38
- Introduzione e variazioni sulla Cenerentola di Rossini (Non più mesta)
- Introduzione e variazioni sul Mosè di Rossini (Dal tuo stellato soglio)
- Introduzione e variazioni sul Tancredi di Rossini (Di tanti palpiti)
- Maestosa sonata sentimentale (Variazioni sull'inno nazionale dell'Austria))
- Sonata con variazioni su un tema di Joseph Weigl
- Variazioni sull'inno inglese God Save the King, Op. 9